# John Henniker-Major
John Patrick Edward Chandos Henniker-Major (19 février 1916 - 29 avril 2004), connu sous le nom de John Henniker-Major, est un pair britannique, fonctionnaire et diplomate.

## Jeunesse et service militaire
Henniker est le fils aîné de John Ernest de Gray Henniker-Major, 7e baron Henniker et Molly Burnet. Il fait ses études au Stowe et au Trinity College, à Cambridge, où il obtient une première en langues modernes . Il entre au ministère des Affaires étrangères en 1938, terminant les examens d'entrée en haut de sa promotion. Il est nommé troisième secrétaire cette année-là. Après le déclenchement de la Seconde Guerre mondiale, Henniker est libéré pour le service militaire. Il est nommé officier dans la brigade de fusiliers, pour finalement atteindre le grade de major. Pendant la guerre, il sert dans la campagne du désert occidental, blessé en Libye et hospitalisé au Caire . En 1943, il rejoint la mission de Fitzroy Maclean en Yougoslavie (Macmis) alors qu'il est détaché auprès de la direction des opérations spéciales et nommé officier de liaison britannique (BLO) auprès de Koča Popović, le commandant partisan le plus éminent. En août 1943, les trois hommes conviennent de la portée et de la tactique de l'opération Ratweek dans le centre de la Serbie, qui nuit gravement aux ambitions allemandes de retirer des troupes de la Grèce et du sud des Balkans. En 1945, il reçoit la Croix militaire.

## Carrière diplomatique
Après la guerre, il retourne au service diplomatique et sert à l'ambassade britannique à Belgrade de 1945 à 1946, comme secrétaire privé adjoint du ministre des Affaires étrangères Ernest Bevin de 1946 à 1948, au ministère des Affaires étrangères de 1948 à 1950 et à l'ambassade britannique à Buenos Aires de 1950 à 1952. De 1953 à 1960, il est chef du département du personnel au ministère des Affaires étrangères .
En 1960, Henniker est nommé ambassadeur en Jordanie, poste qu'il occupe jusqu'en 1962, puis ambassadeur au Danemark de 1962 à 1966. Il est sous-secrétaire d'État adjoint de 1966 à 1967, mais refuse les ambassades au Brésil et en république d'Irlande car il voulait rester en Angleterre. En 1968, il devient directeur général du British Council, jusqu'en 1972, avant d'être invité à démissionner par Lord Fulton sous prétexte de la santé défaillante de sa femme. Henniker consacre la dernière partie de sa vie à des causes caritatives, en particulier dans le Suffolk où sa famille a son siège ancestral. En 1980, il devient huitième baron Henniker à la mort de son père de 97 ans et occupe son siège à la Chambre des lords où il est brièvement porte-parole des libéraux démocrates . Il est nommé chevalier de l'Ordre de Saint-Michel et Saint-Georges en 1956, de l'Ordre royal de Victoria en 1960 et Commandeur de l'Ordre de Saint-Michel et Saint-Georges en 1965 .

## Famille
John Henniker-Major épouse Osla Benning en 1946. Ils ont trois enfants:
- Mark Ian Philip Chandos Henniker-Major, 9e baron Henniker (né le 29 septembre 1947), épouse Lesley Antoinette Foskett
- Charles John Giles Henniker-Major (2 septembre 1949-9 mai 2012), épouse Sally Kemp Newby
- Jane Elizabeth Henniker-Major (née le 6 juillet 1954), épouse Richard Spring

Après la mort de sa première femme en 1974, il épouse Julia Poland (née Mason) en 1976. Il est décédé en avril 2004, à l'âge de 88 ans, et est remplacé dans ses titres par son fils aîné, Mark .